# Wojna domowa w Sudanie (od 2023)
Wojna domowa w Sudanie (od 2023) – konflikt zbrojny między wojskami rządowymi Sudanu a paramilitarnymi Siłami Szybkiego Wsparcia (RSF) rozpoczęty 15 kwietnia 2023 roku. Główne walki mają miejsce w Chartumie oraz w regionie Darfur. Od początku konfliktu odnotowywane są ataki na cele cywilne, w tym szpitale. Do 20 kwietnia zginęło ok. 330 osób, a ok. 3200 osób odniosło obrażenia.
Walki rozpoczęły się od ataków paramilitarnych Sił Szybkiego Wsparcia (RSF) na kluczowe obiekty rządowe. Wybuchy i strzały odnotowano w całym Chartumie. Zarówno przywódca RSF Mohamed Hamdan Dagalo, jak i pełniący obowiązki głowy państwa Abdel Fattah al-Burhan twierdzą, że kontrolują kluczowe obiekty rządowe, w tym pałac prezydencki, kwaterę główną wojska, lotnisko w Chartumie oraz telewizję Sudan TV.
Zaniepokojenie sytuacją w Sudanie wyraziły między innymi Stany Zjednoczone, Organizacja Narodów Zjednoczonych, Unia Europejska, Unia Afrykańska i Arabia Saudyjska, które zaapelowały o zakończenie walk oraz rozwiązanie kryzysu politycznego.

## Kontekst
Trwający obecnie konflikt zbrojny jest efektem planów wcielenia paramilitarnych Sił Szybkiego Wsparcia do sudańskich sił zbrojnych. Strony konfliktu nie doszły do porozumienia w kwestii terminu, w którym miało nastąpić ich włączenie – dowódca Sił Zbrojnych Sudanu i pełniący obowiązki głowy państwa Abdel Fattah al-Burhan nalegał na okres dwóch lat, podczas gdy lider RSF Mohamed Hamdan Dagalo domagał się odroczenia terminu o dziesięć lat.
Sudan był w przeszłości miejscem licznych konfliktów zbrojnych, przede wszystkim konfliktów etnicznych, religijnych oraz wojen o surowce naturalne. Wojny domowe, które miały miejsce w kraju od drugiej połowy XX w., pochłonęły życie ponad 2 milionów osób. Trwająca od 2003 roku wojna w Darfurze w zachodniej części kraju doprowadziła do śmierci kolejnych 300 tysięcy osób. Od czasu uzyskania przez kraj niepodległości miało miejsce 35 prób zamachu stanu, z czego sześć zakończyło się pomyślnie, w wyniku czego państwo przez większość jego istnienia było zarządzane przez wojsko.

## Przebieg

### 15 kwietnia 2023
Pierwsze walki rozpoczęły się w sobotę rano, kiedy odnotowane zostały strzały i eksplozje na terenie kraju, początkowo na południe od Chartumu, a następnie w innych miejscach w kraju, w tym w Marawi i Chartumie Północnym. O godzinie 10:00 rano czasu lokalnego Siły Szybkiego Wsparcia (RSF) wydały oświadczenie, że ich jednostki znajdujące się w kwaterze głównej w Sobie na obrzeżach Chartumu zostały zaskoczone w godzinach porannych przez liczne siły armii sudańskiej, które obległy znajdujące się tam jednostki RSF i zaatakowały je „wszelkiego rodzaju ciężką i lekką bronią”. Szturm milicja nazwała „brutalnym atakiem”, po czym wezwała Sudańczyków do zjednoczenia w „krytycznym momencie historycznym”, jednocześnie wzywając opinię publiczną do potępienia tego „haniebnego zachowania”. Walki rozszerzyły się na miasto Omdurman, a w mediach społecznościowych zaczęły pojawiać się pierwsze filmy ukazujące ludzi uciekających z obszarów starć oraz rozmieszczenie sprzętu wojskowego. Starcia w tym samym czasie miały miejsce pod rezydencją Abdela Fattaha al-Burhana i siedziby Dowództwa Generalnego. Rzecznik armii Sudanu Nabil Abdallah zrzucił odpowiedzialność za wybuch walk na RSF, informując o ataku milicji na kilka baz wojskowych w Chartumie oraz na terenie kraju, w związku z czym zablokowane zostały drogi dojazdowe do pałacu prezydenckiego oraz miejsc kluczowych dla armii.
O godzinie 11:00 RSF poinformowały o zajęciu lotnisk w Chartumie, Marawi, Al-Ubajjid, rezydencji al-Burhana, siedziby Dowództwa Generalnego, pałacu prezydenckiego w Chartumie oraz „kilku baz w różnych prowincjach kraju”. Doniesieniom zaprzeczają przedstawiciele armii sudańskiej, którzy zapewniają o kontroli nad obszarem Chartumu, w tym rzekomo zajętymi przez milicję budynkami, oraz prowadzeniu działań mających na celu zakończenie konfliktu. Walki mają miejsce w pobliżu budynków rządowych i wojskowych w stolicy, między innymi pałacu prezydenckiego oraz siedziby Dowództwa Generalnego. Centralny Komitet Lekarzy Sudanu informuje o pierwszych rannych przybywających do szpitali i apeluje o wstrzymanie ognia.
O 13:00 Siły Zbrojne Sudanu poinformowały o zniszczeniu obozów Tiba i Soba pod Chartumem oraz zniszczeniu 80 pojazdów milicji, zmuszając jej jednostki do ucieczki z obozu w Marawi w kierunku osiedli cywilnych.
W wyniku walk uszkodzone zostały samoloty cywilne znajdujące się na lotnisku w Chartumie, należące między innymi do linii lotniczych SkyUp Airlines, saudyjskich linii lotniczych Saudia oraz misji humanitarnej ONZ. Armia Sudanu oskarżyła RSF o zniszczenie samolotów.

#### 16 kwietnia 2023
Komitet Bezpieczeństwa Państwowego w Chartumie ogłosił święto państwowe w mieście „w celu zachowania życia obywateli i ich własności”. Około godziny 13:30 SAF ogłosił uratowanie generała majora i brygadiera, aresztowanie wielu oficerów RSF na lotnisku Merowe i zajęcie samego lotniska, jednocześnie twierdząc, że wielu przywódców RSF zdezerterowało lub poddało się SAF.
Armia Czadyjska zatrzymała i rozbroiła kontyngent 320 sudańskich żołnierzy, którzy przedostali się do kraju z Darfuru podczas ucieczki przed RSF.

#### 17 kwietnia 2023
Starcia wznowiono w Chartumie, a artyleria była słyszana z północnej i południowej części stolicy, gdy walki trwały przed bramami kwatery głównej armii. W Omdurmanie trwały walki z użyciem myśliwców przez wojsko i rakiet przeciwlotniczych przez RSF. Amerykański konwój dyplomatyczny został ostrzelany w Darfurze, ale zdołał uciec bez szwanku.

#### 18 kwietnia 2023
Poinformowano, że uzbrojony personel wszedł do kilku szpitali w Chartumie. Placówki medyczne zgłaszają również niedobór personelu medycznego, elektryczności i wody. Marie-Roger Bellois, politolog powiedziała, że kraje na kontynencie są zaniepokojone sytuacją bezpieczeństwa w Sudanie. Al-Dżazira poinformowała, że walki trwały w pobliżu pałacu prezydenckiego i głównej kwatery armii. Dwie rakiety uderzyły w Instytut Yunus Emre w Chartumie, ale nikomu nic się nie stało.
W Merowe donoszono, że widać było kolumnę RSF zmierzającą z lotniska do Al-Multaqa po nalotach SAF.

#### 19 kwietnia 2023
Walki trwały w Chartumie w pobliżu kwatery głównej armii, pałacu prezydenckiego i lotniska, z użyciem ciężkiej broni. SAF poinformowało, że zostało zaatakowane przez RSF, ale odparły atak, zadając rebeliantom ciężkie straty. Według ONZ w ciągu ostatnich pięciu dni zginęło co najmniej 270 cywilów, ale liczba ofiar jest prawdopodobnie wyższa, ponieważ wiele ciał zostało pozostawionych na ulicach, niedostępnych z powodu starć. rannych ma być już około 2,7 tys. Wielu mieszkańców południowej dzielnicy Chartumu opuściło swoje domy.

#### 15 czerwca 2023
Gubernator Darfuru Zachodniego Khamis Abdallah Abbakar został zamordowany po tym, jak publicznie skrytykował RSF za ludobójstwo. Za zbrodnię odpowiada prawdopodobnie RSF.

#### 21 czerwca 2023
Ludowy Ruch Wyzwolenia Sudanu- Północ złamał wieloletnie porozumienie o zawieszeniu broni i zaatakował SAF w Kordofanie Południowym. SAF poinformował o odparciu ataków.

#### 2 września 2023
W wyniku nalotu w Kalakla al-Qubba w południowo-zachodnim Chartumie zginęło 20 osób. 4 września w walkach w Omdurmanie zginęło 25 osób, a RSF twierdziła, że zestrzeliła dwa samoloty Antonow należące do Sił Zbrojnych Sudanu w Chartumie. Tego samego dnia lokalne bojówki rebeliantów w El Fasher udaremniły próbę wejścia RSF na Wielki Rynek w mieście.

#### 5 września 2023
32 osoby zostały zabite przez ostrzał Sudańskich Sił Zbrojnych w Ombada, Omdurman.

#### 10 września 2023
Co najmniej 43 osoby zginęły, a dziesiątki innych zostało rannych w wyniku nalotu w Chartumie. Był to najbardziej śmiercionośny nalot od początku konfliktu.

#### 17 września 2023
Zapaliła się wieża Greater Nile Petroleum Oil Company w Chartumie.

### 2025
Od jesieni 2024 roku siły RSF były stopniowo wypychane ze środkowego Sudanu. Wiosną 2025 roku Sudańskie siły Zbrojne rozpoczęły ofensywę na Chartum. 21 marca armia ogłosiła zajęcie pałacu prezydenckiego, a w ciągu następnego tygodnia przejęła kontrole nad całą stolicą, łącznie z lotniskiem.
RSF we współpracy z lokalnymi milicjami umocniło swoją pozycje w Darfurze, co może spowodować realny podział kraju na dwie części przez następne lata.

## Reakcje
- Czad – zamknięcie granicy z Sudanem „do odwołania” oraz apel „o przywrócenie pokoju”[2].
- Egipt – po opublikowaniu przez RSF filmu pokazującego żołnierzy egipskich stacjonujących w Marawi, którzy poddali się sudańskiej milicji, rzecznik armii Egiptu płk Gharib Abdel Hafez poinformował, że wojsko egipskie uważnie śledzi sytuację w Sudanie i koordynuje swoje działania z władzami tego kraju, aby móc zagwarantować bezpieczeństwo sił egipskich[2][56].
- Rosja – Ambasada Rosji w Sudanie informuje, że jest zaniepokojona eskalacją przemocy oraz apeluje o wstrzymanie ognia i podjęcie negocjacji[57]
- Stany Zjednoczone – Sekretarz stanu Antony Blinken po rozmowach z ministrami spraw zagranicznych Arabii Saudyjskiej i Zjednoczonych Emiratów Arabskich Faisala bin Farhana Al Sauda(inne języki) i Abdullah bin Zayed Al Nahyan zaapelował o deeskalację i powrót do rozmów pokojowych oraz zapewnił personel Ambasady Stanów Zjednoczonych w Sudanie o odpowiedzialności strony amerykańskiej za ich bezpieczeństwo[2][58].